# Srebrna (dopływ Kłodawki)
Srebrna (niem. Silber Fließ lub Wormsfelder F.) – struga o długości 12,6 km. Wypływa z jeziora Ostrowite w gminie Kłodawa, w górnym odcinku płynie przez tereny leśne, a poniżej Różanek przez tereny rolnicze, omijając wsie Wojcieszyce oraz Kłodawa. Na zachód od Wojcieszyc przyjmuje odpływ z jeziora Wojcieszyckiego, a na wschód od Kolonii Kłodawa swój największy, prawobrzeżny dopływ kanał Łosina. W dolnym odcinku, znajdującym się w granicach miasta Gorzowa Wielkopolskiego, płynie wciętą w wysoczyznę i zalesioną doliną, wyraźnie meandrując. Stanowi lewobrzeżny dopływ Kłodawki, do której uchodzi na 4,7 km jej biegu, na wysokości Szpitala Wojewódzkiego w Gorzowie Wlkp.
Przepływ mierzony przy ujściu wynosi średnio 0,30 m³/s, przy wysokim stanie wody 0,8 m³/s, zaś przy niskim 0,07 m³/s. Wody Srebrnej w 1994 roku były zaliczane do II klasy czystości. Badania przeprowadzone w 2003 r. przy ujściu do Kłodawki wykazały, że odpowiadały one III klasie czystości ze względu na wysoką ilość zawiesiny ogólnej, wysokie stężenia manganu i fosforu. Również stan sanitarny kwalifikował rzeczkę do III klasy, natomiast do II klasy biologiczne (BZT5) i chemiczne (ChZT) zapotrzebowanie tlenu, utlenialność, a także saprobowość. W wymaganej, I klasie czystości mieściły się wszystkie metale ciężkie i wskaźniki zasolenia.
Na całej długości struga jest użytkowana przez Polski Związek Wędkarski i zaliczona do wód górskich.
Od czasów średniowiecza funkcjonował na niej młyn, zapewne przy spiętrzeniu znajdującym się wśród pól, oznaczonym na niemieckiej mapie sztabowej z 1936 r. jako Wormsfelder M., a obecnie określanym jako Kaczy Dołek. W jego sąsiedztwie znajduje się rozległe wyrobisko po kopalni żwiru, czynnej w latach 2002 - 2009. Pod koniec wieku XVIII, w okolicy przecięcia strugi przez dzisiejszą ulicę Srebrną w Gorzowie Wlkp., został wybudowany młyn papierniczy (niem. Friedrichs M.). Od roku 1843 był on wykorzystywany do napędu maszyn tartacznych, a w 1918 r. przerobiony na elektrownię wodną. W pierwszych latach po II wojnie światowej znajdowała się w nim turbina wodna.